# Gabriel Sanabria
Gabriel Alejandro Sanabria (Lanús, 2 luglio 1992) è un calciatore argentino, centrocampista svincolato.